# José Mauricio Morett
José Mauricio Morett (Ciudad de México, 8 de octubre de 1984) es un torero mexicano.

## Biografía
Proveniente de una familia charra, comenzó a ver festivales y corridas de toros a temprana edad. Orillado ante la negativa de su familia por ser matador de toros, se va de casa comenzando a vivir a un lado de la Plaza de Toros México en el interior de su automóvil, un volskwagen escarabajo esperando la oportunidad para comenzar su carrera en el toreo.
Como novillero tomó la alternativa en el año de 2003 en la Plaza de Toros de Tijuana donde además sufrió una fractura de brazo. Después de 35 festejos novilleriles toma la alternativa como matador de toros el 4 de diciembre del año 2005 en la Plaza México de manos de Jorge Gutiérrez y de Enrique Ponce como testigo, con astados de la Ganadería de Teófilo Gómez.
El 15 de diciembre de 2019 consagra una de sus actuaciones más memorables cortando dos orejas en el octavo festejo de la Temporada Grande 2019-2020 de la Plaza México al toro Malagueñito de la Ganadería de Barralva que le ayuda a repetir en la Corrida de Triunfadores Mexicanos a la semana siguiente con astados de Montecristo consagrando su buena actuación.